# Chambeque
Chambeque es una localidad y sector de la comuna chilena de Lota, en la Provincia de Concepción, en la zona costera de la Región del Biobío. Este sector fue declarado en 2014 como Monumento Histórico Nacional por su arquitectura industrial vinculada a la producción de carbón, que formó parte del auge minero de la minería carbonífera en la zona durante el siglo XX, en la llamada Zona del carbón por este motivo.

## Complejo industrial carbonífero

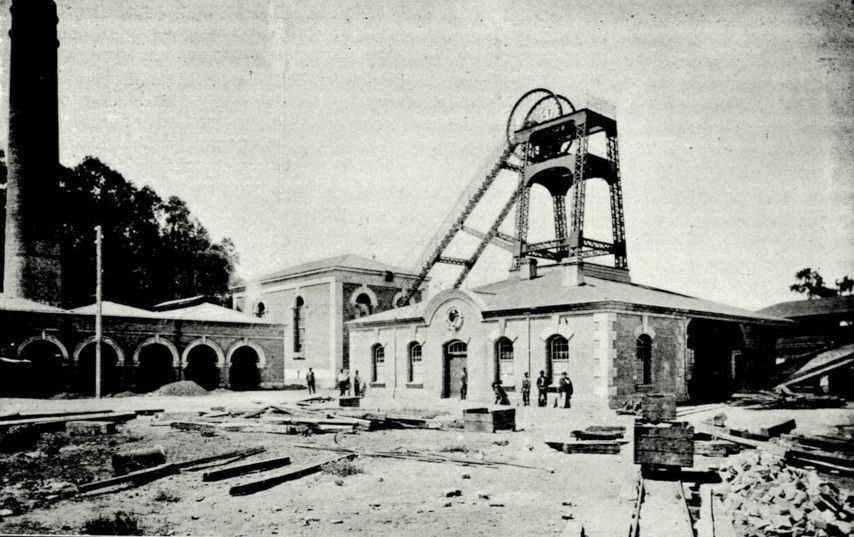
El Pique Alberto en 1903

El 22 de mayo de 2014, el Sector Chambeque fue declarado como Monumento Histórico Nacional mediante el Decreto Nº 232 del Ministerio de Educación. Entre los elementos arquitectónicos declarados dentro del complejo industrial carbonífero, el cual pertenecía hasta el momento de su cierre productivo a la Empresa Nacional del Carbón (Enacar), se consideran:
- Pique Alberto y su cabria
- Pique Carlos 1 y su cabria
- Pique Carlos 2 y su cabria
- La termoeléctrica
- Los galpones del parque industrial
- La planta de lavado (lixiviación)
- El silo de la planta de lavado
- El silo de la planta transportadora
- La tornamesa
- Las ruinas de la cinta transportadora
- El Edificio Búnker (Archivo ENACAR)
- El muelle
- Las tortas de las escorias
- Los polvorines